# Heinkel HD 21
L'Heinkel HD 21 fu un aereo da addestramento biposto, monomotore e biplano, sviluppato dall'azienda aeronautica tedesca Ernst Heinkel Flugzeugwerke nei primi anni venti del XX secolo.
Benché sviluppato ufficialmente per il nascente mercato dell'aviazione commerciale nell'allora Repubblica di Weimar, venne clandestinamente impiegato anche come addestratore militare per la formazione degli equipaggi del Reichswehr, le forze armate tedesche di difesa istituite dopo il termine della prima guerra mondiale, presso l'aeroporto di Lipeck, in Unione Sovietica.

### Pubblicazioni
- (EN) The Round-Germany Flight, in Flight, 28 maggio 1925,  pp. 321-322, ISSN no (WC · ACNP). URL consultato il 22 marzo 2015.